# 魔眼瓢蜡蝉属
魔眼瓢蜡蝉属（学名：Orbita）是瓢蜡蝉科下的一个属。

## 下属物种
本属包括以下物种：
- 魔眼瓢蜡蝉 Orbita parallelodroma Meng & Wang, 2016